# アンドレア・コーダ
アンドレア・コーダ（Andorea Coda, 1985年4月25日- ）は、イタリア、マッサ出身のサッカー選手。ポジションはディフェンダー。センターバックやサイドバックをこなす万能型の選手。

## 経歴

### クラブ
ルッケーゼのユースを経て、若手の育成に長けるエンポリFCにてキャリアをスタート。2006年夏に共同保有でウディネーゼ・カルチョへ移籍し、2007年夏にはウディネーゼが保有権の全てを獲得した。クリスティアン・サパタやフェリペらとコンビを組み、若くしてウディネーゼの守備陣の中核選手に成長した。
2015年1月22日、チームメートのルイス・ムリエルと共にUCサンプドリアに移籍した。
2016年2月1日、デルフィーノ・ペスカーラ1936に移籍した。
2019年1月にセリエCのASヴィテルベーゼ・カストレンセと契約した。

### 代表
2005年よりU-21イタリア代表に選出され、2008年の北京オリンピック代表にも選出された。

## タイトル

### 代表
U-23イタリア代表
- トゥーロン国際大会：2008